# Флашо, Рена
Ре́на Флашо́ (фр. Reine Flachot; 10 октября 1922, Санта-Фе, Нью-Мексико, США — 29 октября 1998) — французская виолончелистка.
Рена Флашо родилась в Санта-Фе. В 11 лет переехала в Париж, там она начала учиться у Жана Дюмона, с отличием окончила Парижскую консерваторию (1938) у Жерара Эккинга. В возрасте пятнадцати или шестнадцати лет она была удостоена нескольких призов (1-я премия виолончели в 1938 году). В том же году дебютировала с Оркестром Колонн, исполнив виолончельный концерт Эдуара Лало. Наиболее активно концертировала с начала 1950-х до начала 1970-х гг., предпочитая музыку современных французских композиторов — в частности, Дариуса Мийо, Андре Жоливе, Пьера-Макса Дюбуа и Анри Соге. В то же время Рена Флашо стала педагогом. В 1954 году была награждена премией Пятигорского и международной премией Оренсе в 1965.
В 1968 году отказалась от объявленных гастролей в СССР в знак протеста против ввода советских войск в Чехословакию. Впервые посетила СССР лишь в 1978 году.
Преподавала в консерваториях Парижа, Токио, Базеля, Лиона, став в последнем первой женщиной-профессором. Записала шесть сюит для виолончели соло Иоганна Себастьяна Баха, сонаты Людвига ван Бетховена и др.
В 1995 году прекратила преподавательскую деятельность и дала в Японии свой последний концерт.
Известные ученики: Жан Гиэн Кейра.
Рена Флашо умерла в возрасте 76 лет.